# Éric Reyssat
Éric Reyssat ist ein französischer Mathematiker, der sich vor allem mit Zahlentheorie beschäftigt.
Reyssat machte 1977 bei Michel Waldschmidt an der Universität Paris VI sein Diplom (Mesures de transcendence de nombres lies aux fonctions elliptiques) und wurde 1982 promoviert (Approximation diophantienne et fonctions de Weierstrass). Er ist seit Ende der 1980er Jahre Professor an der Universität Caen.
In der Zahlentheorie beschäftigt er sich mit transzendenten Zahlen, diophantischen Approximationen und arithmetischer Geometrie, der abc-Vermutung sowie Kryptographie mit elliptischen Kurven.
In der Theorie transzendenter Zahlen erzielte er Anfang der 1980er Jahre Ergebnisse im Umfeld der Gelfond-Vermutung, wobei Resultate (über den Transzendenzgrad der Zahlen in der Vermutung) von Gregory Chudnovsky, Patrice Philippon, Reyssat und anderen schließlich zum bisher besten Ergebnis von Guy Diaz 1989 führten. Weitere Arbeiten von Reyssat betreffen die Transzendenz von Werten elliptischer Funktionen.

## Schriften
- Galois theory for coverings and Riemann Surfaces. In: Michel Waldschmidt, Jean-Marc Luck, Pierre Moussa, Claude Itzykson (Hrsg.): From Number Theory to Physics. Lectures given at the Meeting „Number Theory and Physics“, held at the „Centre de Physique“, Les Houches, France, March 7–16, 1989. Springer, Berlin u. a. 1992, ISBN 3-540-53342-7, S. 394–412.
- Quelques Aspects des Surfaces de Riemann (= Progress in Mathematics. 77). Birkhäuser, Boston MA u. a. 1989, ISBN 0-8176-3441-X.
- Transcendance et fonctions elliptiques. In: Séminaire de théorie des nombres. 1980–1981. (Bordeaux). Laboratoire de théorie des nombres, Talence 1981, S. 4.01–4.14, (Digitalisat).
- Un critère d’indépendance algébrique. In: Journal für die reine und angewandte Mathematik. Band 329, 1981, S. 66–81.